# Comèdia de situació
La comèdia de situació (situation comedy o sit-com en anglès) és un  gènere de comèdia originari de la ràdio i va passar a la televisió. Estan pensades per al consum de masses que dugui a l'espectador a la publicitat. Als Estats Units, el director i productor William Asher ha estat acreditat per ser l'home que va inventar la sitcom, havent dirigit més de dues dotzenes de les principals comèdies de situació, inclosa I Love Lucy, des de la dècada de 1960 fins a la dècada de 1970.

## Característiques
La comèdia de situació consisteix en un grup recurrent de personatges carismàtics en un format en el qual hi ha almenys un guió de caràcter humorístic desenvolupant-se en un entorn comú, com ara la casa familiar o el lloc de treball, amb públic en directe i pista de rialles. Es desenvolupa capítols de vint-i-cinc minuts en dos actes d'uns 12 minuts separats per un bloc de publicitat amb un plantejament que aborda tot el necessari per comprendre la trama, el desenvolupament, on es presenten diferents conflictes, i la resolució. Al final del primer acte i abanns de la publicitat, l'acció queda suspesa amb la finalitat que l'espectador vulgui saber com acaba l'acció, veient la publicitat.
Sol haver-hi una trama argumental que progressa al mateix temps compaginen amb històries úniques per a cada entrega, dedicada a un públic intergeneracional. Difereix de la comèdia d'esquetxos, on s'utilitzen personatges diferents en cada esquetx, i el monòleg còmic, on un humorista explica acudits i històries al públic Se n'han fet amb tota mena d'humor, des del blanc, a extraterrestre, absurd o surrealista, en què necessiten d'una estructura dramàtica de certa durada, fonamentada en els conflictes entre els personatges i les situacions que provoquen.
El gènere introdueix el gag recurrent, un acudit o recurs còmic que s'inclou sempre igual o amb lleugeres variacions, propis de cada personatge, com un tret més i una constant en la sèrie, que solen tenir molt èxit i fidelitzen a l'espectador, que està esperant sentir la seva frase o gest.

## Història
Els termes "comèdia de situació" o "sitcom" no s'utilitzaven habitualment fins a la dècada de 1950. N'hi va haver exemples anteriors a la ràdio, però es diu que la primera comèdia de televisió va ser Pinwright's Progress, deu episodis emesos a la BBC al Regne Unit entre 1946 i 1947, en una època dominada pel format de programa de varietats i la televisió en directe, les primeres comèdies de situació derivaven dels formats de varietats o eren formats de serial de famílies urbanes treballadores d'origen immigrant fent-se un lloc als Estats Units, com The Goldbergs, que va fer el salt des de la ràdio i fou la primera sèrie d'èxit als Estats Units i narrava la vida d'uns immigrants jueus a Nova York, o Mama, que se centrava en una família noruega a San Francisco, A finals de 1951 les dues costes dels Estats Units es van unir per cable coaxial permetent l'emissió conjunta, fent que el model de personatges representat canviés a personatges de suburbis de nacionalitat indistinta, i sense problemes econòmics, amb problemes senzills que es podien resoldre en programes de trenta minuts, en una transició que va protagonitzar I Love Lucy i va agafar popularitat amb The Dick Van Dyke Show (1961-66),
En la dècada de 1970, el gènere va tornar a centrar-se en famílies de classe treballadora, donades les problemàtiques socials de l'època, però a principis de la dècada de 1980 el gènere estava en regressió amb el domini dels fulletons i la implantació de la televisió per cable que va fragmentar l'audiència en canals especialitzats, però el gènere va ressorgir produint formats per audiències més fragmentades, tornant al clàssic de la classe treballadora de suburbis, coincidint amb el conservadorisme de l'època de Ronald Reagan, amb exemples com Family Ties, Growing Pains, o les primeres sèries dirigides a un públic afroamericà en positiu com The Bill Cosby Show i la posterior El Príncep de Bel Air. En canvi a la dècada de 1990 el model va tornar a la classe treballadora amb sèries com Roseanne, Married with Children o The Simpsons, dominant la graella.
A finals de la dècada de 1990 el gènere va tornar a canviar per incloure, com exemplifica Friends fils argumentals similars als dels fulletons, amb dues o tres línies argumentals a la vegada en qualsevol moment, que es tanquen en els episodis finals de la temporada. És una de les èpoques més populars del gènere i apareix la comèdia de situació animada amb Els Simpson Els costos de producció es disparen considerablement per les demandes dels actors i les grans audiències dels programes.
El gènere està en declivi des de la popularitat dels canals de televisió especialitzats com HBO, Showtime, TNT o FX, que prioritzaven el gènere dramàtic i la introducció de nous elements narratius com la violència, el sexe o la destrucció dels valors familiars, l'aparició de nous gèneres com els xou d'impacte, i la hibridació de gèneres, i l'aparició de les plataformes digitals, amb les què el públic valora més la continuïtat dels capítols que el caràcter episòdic i gairebé auto conclusius, tot i que mantenen grans dades d'audiència a les plataformes audiovisuals, que es gasten quantitats ingents de diner per mantenir les més reeixides en el seu catàleg.

## Comèdies de situació en català

### Teresina S.A. (TV3),1992
Creada i interpretada per La Cubana i produïda per Televisió de Catalunya l'any 1992. Fou estrenada a TV3 el 2 d'abril del 1992. Està formada per tretze episodis de trenta minuts de duració cadascun.

### Oh! Europa (TV3),1993
La sèrie còmica de TV3 de 1993, dirigida per Eduard Cortés i Joan Lluís Bozzo i a càrrec de la companyia Dagoll Dagom va constar de 13 capítols, de 25 minuts de durada cadascun. En cada capítol els personatges visitaven un país comunitari i els integrants del grup de viatjants adquirien protagonisme segons el lloc.

### Plats Bruts (TV3),1999-2002
La sèrie, coproducció de Kràmpack, El Terrat i Televisió de Catalunya i dirigida per Oriol Grau, Lluís Manyoses i Joel Joan, narra les interaccions entre diversos personatges: El Lopes, el David, la Carbonell, l’Emma, el Pol, el Ramon, la Montse, la Iaia, l’Estasqui.

### Jet Lag (TV3),2001-2006
Ideada per la companyia de T de Teatre i Cesc Gay, narra la vida quotidiana de cinc dones al voltant de la trentena. Fou emesa des del 2 d'octubre de 2001 fins a l'11 de juny de 2006 per TV3; posteriorment fou reemesa pel Canal 300, el 3XL i El 33. La sèrie està formada per 81 episodis de mitja hora de duració, dividits en cinc temporades. Tingué com a guionistes Cesc Gay, Míriam Iscla, Joan Tharrats, Sergi Pompermayer, David Plana, Lluís Llort, Hector Lozano, Albert Espinosa, Victoria Szpunberg, Eva Mor, Roger Rubio i Roser Moreno.

### Lo Cartanyà (TV3),2005-2007
Produïda i emesa a TV3, amb col·laboració d'El Terrat, narra les aventures i desventures d'en Vicenç Cartanyà, la seva família i els seus amics, en un poble desconegut de la província de Lleida. El grup de rock lleidatà The Companys és el responsable del tema d'obertura de la sèrie.

### Maniàtics (À Punt),2007-2011
Produïda per Albena Teatre i Conta Conta Produccions, huit personatges principals interaccionen en quatre escenaris: el bar d'en Ximo i la Raquel on es reuneix tot el grup; la casa d'Andreu; la de Marta i el replanell de l'escala, amb les portes de les cases d'Andreu i Marta enfrontades.

## Altres Comèdies de situació ordenades per origen
Estats Units
- How I Met Your Mother
- Modern Family
- iCarly
- Victorious
- Zoey 101
- Liv and Maddie
- Sam & Cat
- Girl Meets World
- Punky Brewster
- Unhappily Ever After
- Cheers
- The Fresh Prince of Bel-Air
- Everybody Loves Raymond
- Frasier
- Friends
- Seinfeld
- La Niñera
- ALF
- My Wife and Kids
- Married with Children
- Scrubs
- Two and a Half Men
- Will & Grace
- Malcolm in the middle
- Drake & Josh
- The Dick Van Dyke Show
- The Big Bang Theory
- Kenan & Kel
- The Suite Life of Zack and Cody
- Cory in the House
- Hannah Montana
- Bewitched
- M*A*S*H

Regne Unit
- Only Fools and Horses
- Blackadder
- Vicar of Dibley
- Dad's Army
- Fawlty Towers
- Yes Minister
- Porridge
- Open All Hours
- The Good Life
- One Foot in the Grave
- Father Ted
- Keeping Up Appearances
- 'Allo 'Allo!
- Last of the Summer Wine
- Steptoe and Son
- Men Behaving Badly
- Absolutely Fabulous
- Red Dwarf
- The Royle Family
- Are You Being Served?
- To the Manor Born
- Some Mothers Do 'Ave 'Em
- The Likely Lads
- My Family

Argentina
- Amo de Casa  (2006)
- Una de Dos (2008)
- B&B (2008)
- Casados con hijos (2005-2007)
- Hechizada (2006)
- Amor Mío (2005)
- La Niñera (2004-2005)
- ¿Quién es el jefe? (2004)

Xile
- Los Venegas
- Posta Lo Matta
- Condominio
- Vecinos Puertas Adentro
- Mi abuelo, mi nana y yo
- Los Cárcamo
- Soltero a la medida
- A la suerte de la olla
- Loco por ti
- Los Galindo
- La Nany
- Casado con hijos
- Dinastía Sa Sa
- Tres son multitud
- Raspando la olla
- Vecinos al tres y al cuatro
- Ex
- 31 Minutos

Espanya
- Anclados
- 7 Vidas (Telecinco), 1999-2006
- Aída (Telecinco), 2005-2014
- Escenas de matrimonio (Telecinco), 2007-2011
- Aquí no hay quien viva (Antena 3), 2003-2006
- La que se avecina (Telecinco), 2007-

Colòmbia
- Casado con hijos (Canal Caracol)

Mèxic
- El Chavo del Ocho
- El Chapulín Colorado
- Doctor Chapatín
- Una familia de diez
- Familia Peluche

Cuba
- Casos y cosas de casa
- Detrás de la fachada

El Canadà
- Trailer Park Boys
- Twitch City
- Corner Gas
- Odd Job Jack